# Ribeirão Arantes
Ribeirão Arantes är ett vattendrag i Brasilien.   Det ligger i delstaten Minas Gerais, i den södra delen av landet, 500 km sydväst om huvudstaden Brasília.
Omgivningarna runt Ribeirão Arantes är huvudsakligen savann. Runt Ribeirão Arantes är det mycket glesbefolkat, med 4 invånare per kvadratkilometer.